# والاس (آیداهو)
والاس(به انگلیسی: Wallace) شهری در شهرستان شوشونی ایالت آیداهو است که جمعیت آن در سرشماری سال ۲۰۱۰ میلادی ۷۸۴ نفر بوده است.

## موقعیت جغرافیایی
موقعیت جغرافیایی شهرها و مناطق اطراف به شرح زیر است: